# Чемпионат Федерации футбола Южной Азии
Чемпионат Федерации футбола Южной Азии (англ. South Asian Football Federation Championship), также известный как Чемпионат ФФЮА (англ. SAFF Championship), — футбольный турнир среди сборных, проводимый Федерацией футбола Южной Азии. Участие в чемпионате имеют право принять команды всех входящих в ФФЮА национальных федераций: Бангладеш, Бутана, Индии, Мальдив, Непала, Пакистана, Шри-Ланки (с 2005 по 2015 годы в ФФЮА входил также Афганистан).
Наиболее титулованной командой является сборная Индии, выигравшая 9 из 14 чемпионатов ФФЮА.

## История

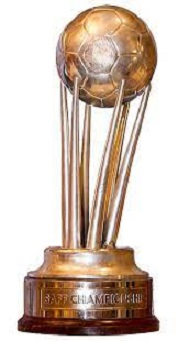
Кубок, вручаемый победителю соревнований

С целью развития футбола в странах Южной Азии в 1993 году в пакистанском Лахоре был организован первый региональный турнир среди местных сборных — Золотой кубок Ассоциации регионального сотрудничества Южной Азии. Помимо хозяев, в нём приняли участие ещё три команды: Непал, Шри-Ланка и Индия, ставшая в итоге первым обладателем этого Кубка. Турнир 1993 года проводился по круговой системе — каждая из команд сыграла со своими соперниками по одной игре, победитель группового турнира становился чемпионом. Этот розыгрыш стал единственным в истории, не предполагавший раунда плей-офф.
Два года спустя турнир прошёл под названием Золотой кубок Южной Азии. В финале команда Шри-Ланки, принимавшей соревнование, в дополнительное время обыграла индийцев, что и поныне является главным достижением островитян на международной арене.
В 1997 году после образования ФФЮА название турнира вновь было изменено и стало именоваться Золотым кубком Федерации футбола Южной Азии. Кубки 1997 и 1999 года, в которых участвовали представители уже 6 стран, безоговорочно завоевала сборная Индии, вернув себе звание сильнейшей команды региона.
Несмотря на то, что ФФЮА планировала проводить это соревнование каждые два года, в дальнейшем возникли некоторые трудности, и следующий турнир состоялся лишь в 2003 году. На этот раз в нём приняли участие все восемь стран региона: к ранее соревновавшейся шестёрке команд присоединились Бутан и Афганистан. Хозяева турнира, сборная Бангладеш, впервые в истории выиграли Кубок, а для индийских спортсменов до сих пор этот розыгрыш является единственным, когда они не смогли пробиться в финал.
Турнир 2008 года под новым названием — Чемпионат Федерации футбола Южной Азии — впервые прошёл сразу в двух странах — на Мальдивах и в Шри-Ланке. В финале мальдивцы смогли завоевать свой первый титул, обыграв сборную Индии.
Розыгрыши 2011, 2013 и 2015 годов ознаменовались непримиримым соперничеством между командами Индии и Афганистана. В трёх подряд турнирах эти сборные встречались друг с другом в финалах: индийцы выиграли два из них, афганцы — один. Чемпионат, который должен был пройти в мае 2017 года в Бангладеш, дважды переносился и в итоге был проведён в сентябре 2018 года: из-за ухода Федерации футбола Афганистана в новообразованную Футбольную ассоциацию Центральной Азии в турнире ФФЮА приняли участие 7 команд, победителем во второй раз в истории стала команда Мальдив.
Следующий розыгрыш чемпионата должен был состояться в 2020 году в Пакистане, однако впоследствии руководителями ФФЮА было принято решение провести его в Бангладеш. Но турнир, запланированный на сентябрь 2020 года, так и не состоялся в связи с пандемией COVID-19 — сначала он был перенесён на сентябрь 2021 года, а позднее бангладешская сторона и вовсе отказалась от его проведения в связи с тяжёлым эпидемиологическим состоянием в стране и отсутствием спонсоров. Вдобавок, в апреле 2021 года ФИФА приостановила деятельность Федерации футбола Пакистана, а правительство Бутана отказалось отпускать своих игроков за границу. В итоге, в чемпионате, прошедшем в октябре 2021 года на Мальдивах, приняли участие лишь пять сборных, из-за чего формат турнира пришлось изменить: раунд плей-офф был отменён, а лучшие две команды по итогам группового этапа в финальном матче разыгрывали титул.
На чемпионат 2023 года, в котором ввиду бана со стороны ФИФА не смогла участвовать сборная Шри-Ланки, для повышения конкурентоспособности турнира впервые были приглашены команды из других подразделений Азиатской конфедерации футбола: ими стали Кувейт и Ливан, представители Федерации футбола Западной Азии.

## Список чемпионатов
Ниже представлены результаты финальных матчей и матчей за третье место на каждом чемпионате.
| Год                                                              | Место проведения                                                 | Финальная игра                                                   | Финальная игра                                                   | Финальная игра                                                   | Матч за 3-е место / Проигравшие в полуфиналах                    | Матч за 3-е место / Проигравшие в полуфиналах                    | Матч за 3-е место / Проигравшие в полуфиналах                    | Матч за 3-е место / Проигравшие в полуфиналах |
| Год                                                              | Место проведения                                                 | Чемпион                                                          | Счёт                                                             | Финалист                                                         | 3-е место                                                        | Счёт                                                             | 4-е место                                                        |                                               |
| Золотой кубок Ассоциации регионального сотрудничества Южной Азии | Золотой кубок Ассоциации регионального сотрудничества Южной Азии | Золотой кубок Ассоциации регионального сотрудничества Южной Азии | Золотой кубок Ассоциации регионального сотрудничества Южной Азии | Золотой кубок Ассоциации регионального сотрудничества Южной Азии | Золотой кубок Ассоциации регионального сотрудничества Южной Азии | Золотой кубок Ассоциации регионального сотрудничества Южной Азии | Золотой кубок Ассоциации регионального сотрудничества Южной Азии |                                               |
| ---------------------------------------------------------------- | ---------------------------------------------------------------- | ---------------------------------------------------------------- | ---------------------------------------------------------------- | ---------------------------------------------------------------- | ---------------------------------------------------------------- | ---------------------------------------------------------------- | ---------------------------------------------------------------- | --------------------------------------------- |
| 1993                                                             | Пакистан                                                         | Индия                                                            | по результатам группового турнира                                | Шри-Ланка                                                        | Непал                                                            | по результатам группового турнира                                | Пакистан                                                         |                                               |
| Золотой кубок Южной Азии                                         |                                                                  |                                                                  |                                                                  |                                                                  |                                                                  |                                                                  |                                                                  |                                               |
| 1995                                                             | Шри-Ланка                                                        | Шри-Ланка                                                        | 1:0 (д.в.)                                                       | Индия                                                            | Бангладеш и Непал                                                | Бангладеш и Непал                                                | Бангладеш и Непал                                                |                                               |
| Золотой кубок Федерации футбола Южной Азии                       |                                                                  |                                                                  |                                                                  |                                                                  |                                                                  |                                                                  |                                                                  |                                               |
| 1997                                                             | Непал                                                            | Индия                                                            | 5:1                                                              | Мальдивы                                                         | Пакистан                                                         | 1:0                                                              | Шри-Ланка                                                        |                                               |
| 1999                                                             | Индия                                                            | Индия                                                            | 2:0                                                              | Бангладеш                                                        | Мальдивы                                                         | 2:0                                                              | Непал                                                            |                                               |
| 2003                                                             | Бангладеш                                                        | Бангладеш                                                        | 1:1 (д.в.) (5:3 пен.)                                            | Мальдивы                                                         | Индия                                                            | 2:1 (д.в.)                                                       | Пакистан                                                         |                                               |
| 2005                                                             | Пакистан                                                         | Индия                                                            | 2:0                                                              | Бангладеш                                                        | Мальдивы и Пакистан                                              | Мальдивы и Пакистан                                              | Мальдивы и Пакистан                                              |                                               |
| Чемпионат Федерации футбола Южной Азии                           |                                                                  |                                                                  |                                                                  |                                                                  |                                                                  |                                                                  |                                                                  |                                               |
| 2008                                                             | Мальдивы · Шри-Ланка                                             | Мальдивы                                                         | 1:0                                                              | Индия                                                            | Бутан и Шри-Ланка                                                | Бутан и Шри-Ланка                                                | Бутан и Шри-Ланка                                                |                                               |
| 2009                                                             | Бангладеш                                                        | Индия (до 23)                                                    | 0:0 (д.в.) (3:1 пен.)                                            | Мальдивы                                                         | Бангладеш и Шри-Ланка                                            | Бангладеш и Шри-Ланка                                            | Бангладеш и Шри-Ланка                                            |                                               |
| 2011                                                             | Индия                                                            | Индия                                                            | 4:0                                                              | Афганистан                                                       | Мальдивы и Непал                                                 | Мальдивы и Непал                                                 | Мальдивы и Непал                                                 |                                               |
| 2013                                                             | Непал                                                            | Афганистан                                                       | 2:0                                                              | Индия                                                            | Мальдивы и Непал                                                 | Мальдивы и Непал                                                 | Мальдивы и Непал                                                 |                                               |
| 2015                                                             | Индия                                                            | Индия                                                            | 2:1 (д.в.)                                                       | Афганистан                                                       | Мальдивы и Шри-Ланка                                             | Мальдивы и Шри-Ланка                                             | Мальдивы и Шри-Ланка                                             |                                               |
| 2018                                                             | Бангладеш                                                        | Мальдивы                                                         | 2:1                                                              | Индия                                                            | Непал и Пакистан                                                 | Непал и Пакистан                                                 | Непал и Пакистан                                                 |                                               |
| 2021                                                             | Мальдивы                                                         | Индия                                                            | 3:0                                                              | Непал                                                            | Мальдивы                                                         | по результатам группового турнира                                | Бангладеш                                                        |                                               |
| 2023                                                             | Индия                                                            | Индия                                                            | 1:1 (д.в.) (5:4 пен.)                                            | Кувейт                                                           | Бангладеш и Ливан                                                | Бангладеш и Ливан                                                | Бангладеш и Ливан                                                |                                               |
| 2025                                                             |                                                                  |                                                                  |                                                                  |                                                                  |                                                                  |                                                                  |                                                                  |                                               |

1. ↑  В связи с приостановкой ФИФА в 2021 году деятельности Федерации футбола Пакистана и отказом Бутана от участия в турнире, формат чемпионата был изменён[9]. Третье и четвёртое места на чемпионате Федерации футбола Южной Азии 2021 завоевали Мальдивы и Бангладеш, занявшие соответствующие места по итогам группового этапа.
2. 1 2  Сборные Кувейта и Ливана, представляющие Федерацию футбола Западной Азии, были приглашены для участия в чемпионате Федерации футбола Южной Азии 2023 для увеличения количества его участников и повышения конкурентоспособности[10].

## Статистика

### Бомбардиры
| Поз. | Игрок          | Голов |
| ---- | -------------- | ----- |
| 1    | Сунил Четри    | 23    |
| 1    | Али Ашфак      | 23    |
| 3    | Байчунг Бхутиа | 12    |
| 4    | Ибрагим Фазил  | 10    |
| 4    | Ахмед Торик    | 10    |